# Andrew Harrison
Andrew Michael Harrison (San Antonio, 28 ottobre 1994) è un cestista statunitense.

## Biografia
È il fratello gemello di Aaron Harrison, anch'egli cestista.

## Carriera

### Iowa Energy e Memphis Grizzlies (2015-2018)

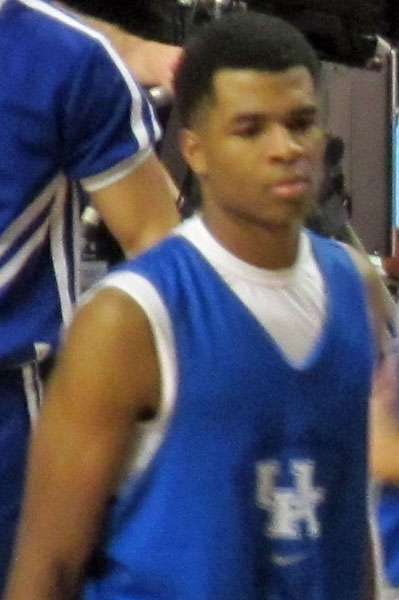
Harrison a Kentucky

Dopo due stagioni in NCAA con i Kentucky Wildcats (di cui l'ultima chiusa con oltre 9 punti di media) viene scelto alla quarantaquattresima chiamata del Draft 2015 dai Phoenix Suns, successivamente viene ceduto ai Memphis Grizzlies in cambio di Jon Leuer.
Viene parcheggiato per un anno agli Iowa Energy, all'epoca squadra satellite della franchigia del Tennessee, con cui firmò un contratto pluriennale (parzialmente garantito) il 12 luglio 2016.
Il 30 novembre 2016, contro i Toronto Raptors, mise a referto 21 punti in 35 minuti partendo da titolare, complice l'infortunio di Mike Conley.
Dopo aver trovato molto spazio il primo anno (72 partite giocate), andando anche a sostituire in alcuni casi l'infortunato Conley, il secondo anno fu più spesso titolare della squadra. Il 1º novembre 2018, dopo avere disputato una sola partita in stagione, venne tagliato dai Grizzlies che andarono così a risparmiare 1,5 milioni di dollari sul cap visto che il suo contratto non era garantito.

### Cleveland Cavaliers (2018)
Il 9 novembre firmò un two-way contract con i Cleveland Cavaliers bisognosi di un playmaker per via dell'infortunio del titolare George Hill. Il 3 dicembre 2018, dopo 10 partite disputate con la franchigia dell'Ohio, venne tagliato.

### New Orleans Pelicans (2018-2019)
Il 6 dicembre siglò un nuovo two-way contract, questa volta con i New Orleans Pelicans. Il 9 gennaio, dopo sole 6 presenze in 1 mese, venne tagliato.

### Chimki (2019-)
Il 27 febbraio 2019 sbarcò in Europa firmando per il Chimki.

## Statistiche

### College
| Anno      | Squadra           | PG | PT | MP   | TC%  | 3P%  | TL%  | RP  | AP  | PRP | SP  | PP   |
| --------- | ----------------- | -- | -- | ---- | ---- | ---- | ---- | --- | --- | --- | --- | ---- |
| 2013-2014 | Kentucky Wildcats | 40 | 39 | 31,7 | 36,7 | 35,1 | 76,4 | 3,2 | 4,0 | 0,5 | 0,2 | 10,9 |
| 2014-2015 | Kentucky Wildcats | 39 | 39 | 25,5 | 37,8 | 38,3 | 79,2 | 2,2 | 3,6 | 1,0 | 0,2 | 9,3  |
| Carriera  | Carriera          | 79 | 78 | 28,6 | 37,2 | 36,7 | 77,7 | 2,7 | 3,8 | 0,8 | 0,2 | 10,1 |

### NBA

#### Regular Season
| Anno      | Squadra             | PG  | PT | MP   | TC%  | 3P%  | TL%  | RP  | AP  | PRP | SP  | PP  |
| --------- | ------------------- | --- | -- | ---- | ---- | ---- | ---- | --- | --- | --- | --- | --- |
| 2016-2017 | Memphis Grizzlies   | 72  | 18 | 20,5 | 32,5 | 27,6 | 76,3 | 1,9 | 2,8 | 0,7 | 0,3 | 5,9 |
| 2017-2018 | Memphis Grizzlies   | 56  | 46 | 23,7 | 42,2 | 33,1 | 78,0 | 2,3 | 3,2 | 0,7 | 0,5 | 9,5 |
| 2018-2019 | Memphis Grizzlies   | 1   | 0  | 5,0  | 50,0 | 0,0  | -    | 0,0 | 0,0 | 0,0 | 0,0 | 2,0 |
| 2018-2019 | Cleveland Cavaliers | 10  | 0  | 14,4 | 30,8 | 21,4 | 100  | 1,5 | 1,7 | 0,4 | 0,2 | 4,3 |
| 2018-2019 | N.O. Pelicans       | 6   | 0  | 6,3  | 25,0 | 20,0 | 50,0 | 0,8 | 1,2 | 0,0 | 0,0 | 1,5 |
| Carriera  | Carriera            | 145 | 64 | 20,6 | 37,3 | 29,4 | 77,9 | 2,0 | 2,8 | 0,7 | 0,3 | 7,0 |

#### Playoffs
| Anno     | Squadra           | PG | PT | MP   | TC%  | 3P%  | TL%  | RP  | AP  | PRP | SP  | PP  |
| -------- | ----------------- | -- | -- | ---- | ---- | ---- | ---- | --- | --- | --- | --- | --- |
| 2017     | Memphis Grizzlies | 6  | 0  | 19,8 | 44,8 | 38,5 | 88,9 | 1,8 | 2,2 | 0,5 | 0,2 | 6,5 |
| Carriera | Carriera          | 6  | 0  | 19,8 | 44,8 | 38,5 | 88,9 | 1,8 | 2,2 | 0,5 | 0,2 | 6,5 |

## Palmarès
- McDonald's All-American Game (2013)